# Saint-Hilaire-la-Treille
Saint-Hilaire-la-Treille ist eine französische Gemeinde mit 360 Einwohnern (Stand 1. Januar 2022). Sie gehört zur Region Nouvelle-Aquitaine, zum Département Haute-Vienne, zum Arrondissement Bellac und zum Kanton Châteauponsac. Sie grenzt im Norden an Mailhac-sur-Benaize, im Osten an Arnac-la-Poste, im Südosten an Saint-Maurice-la-Souterraine, im Süden an Saint-Sornin-Leulac, im Südwesten an Dompierre-les-Églises und im Nordwesten an Saint-Léger-Magnazeix.

## Bevölkerungsentwicklung
| Jahr      | 1962 | 1968 | 1975 | 1982 | 1990 | 1999 | 2008 | 2013 |
| --------- | ---- | ---- | ---- | ---- | ---- | ---- | ---- | ---- |
| Einwohner | 733  | 681  | 606  | 513  | 453  | 396  | 429  | 392  |

## Verkehr
Saint-Hilaire-la-Treille hatte einen Bahnhof an der um 1912 eröffneten meterspurigen elektrischen Schmalspurbahn Limoges–Saint-Sulpice-les-Feuilles (siehe Straßenbahnen im Département Haute-Vienne). Das Stationsgebäude der spätestens 1949 eingestellten Bahn ist noch existent.

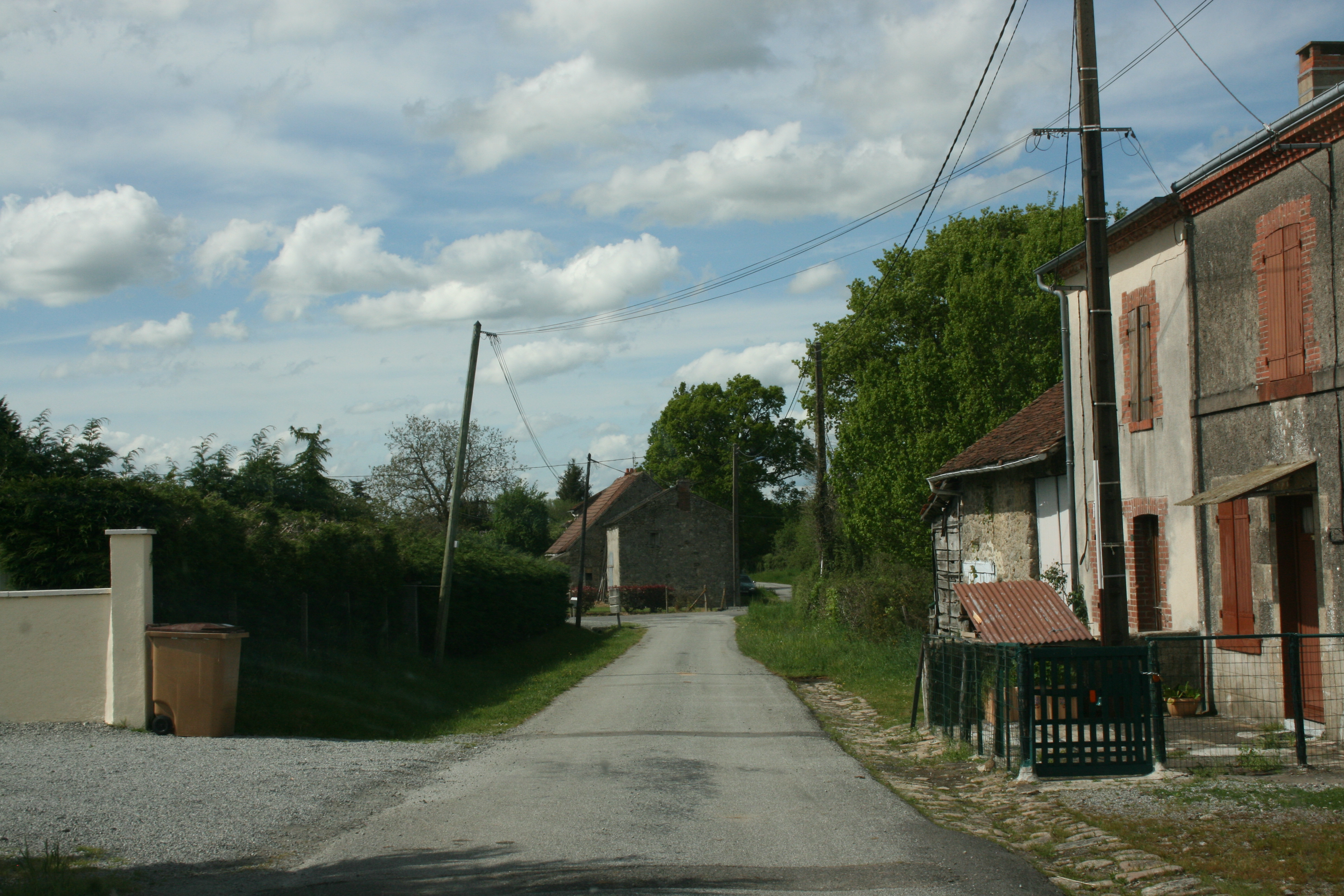
La Chapelle, Dorf in der Gemeinde Saint-Hilaire
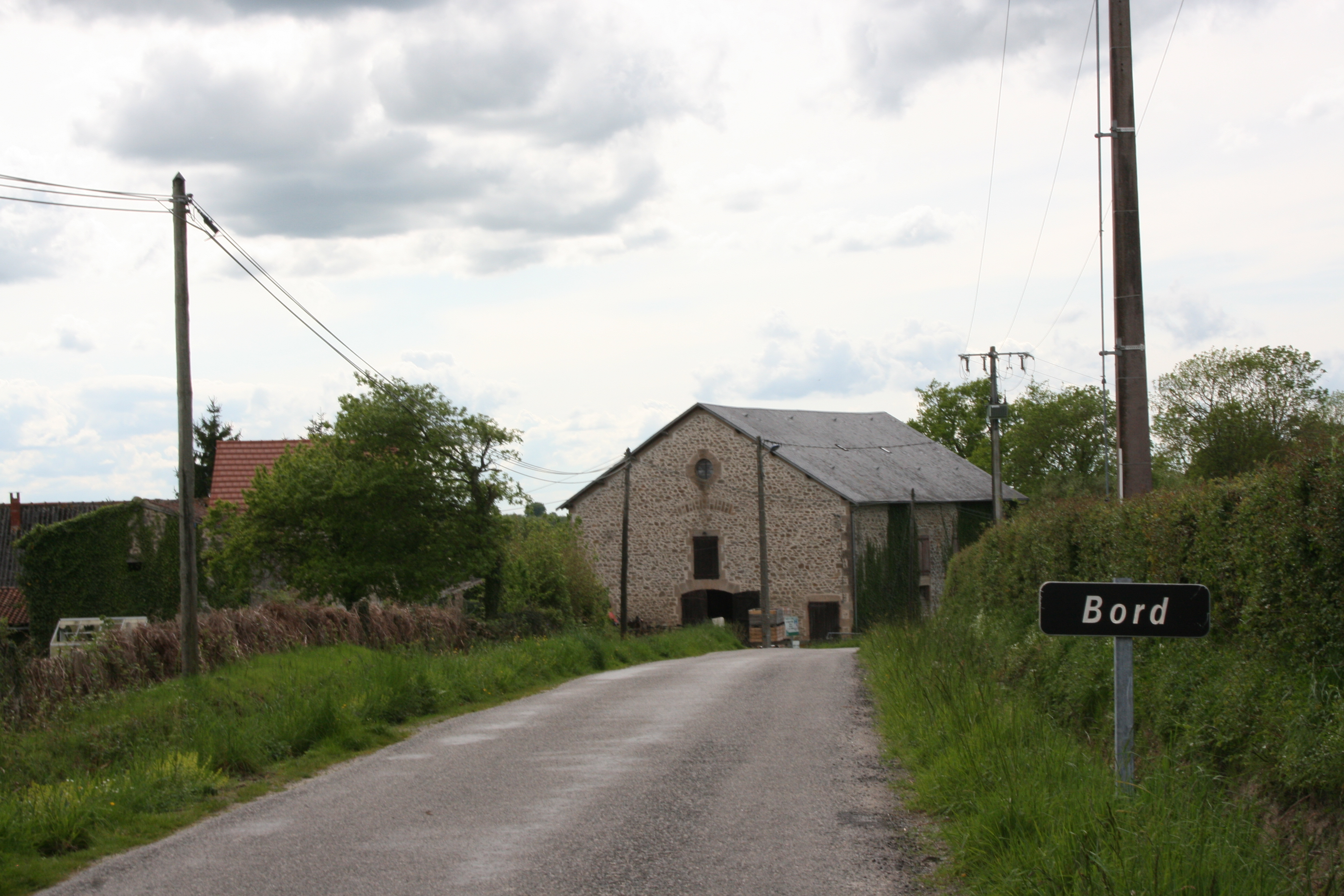
Bord, Weiler in der Gemeinde Saint-Hilaire
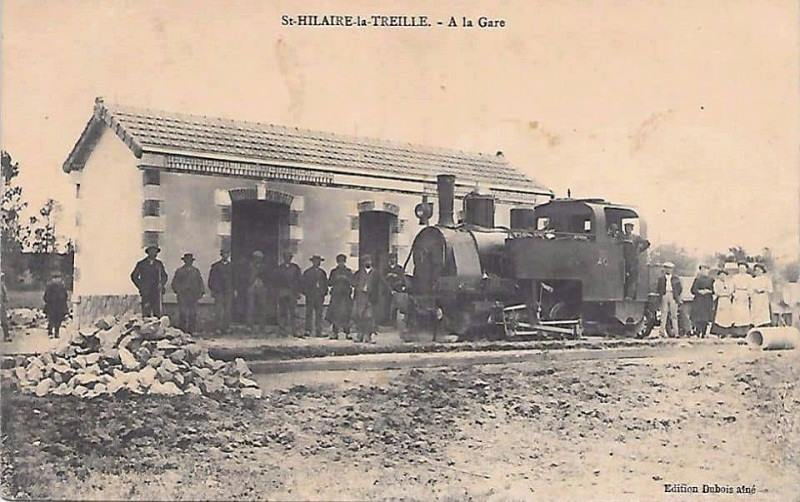
Bahnhof mit Borsig-Dampflokomotive vor Bauzug (1911)